# Marienkapelle (Bad Neustadt)

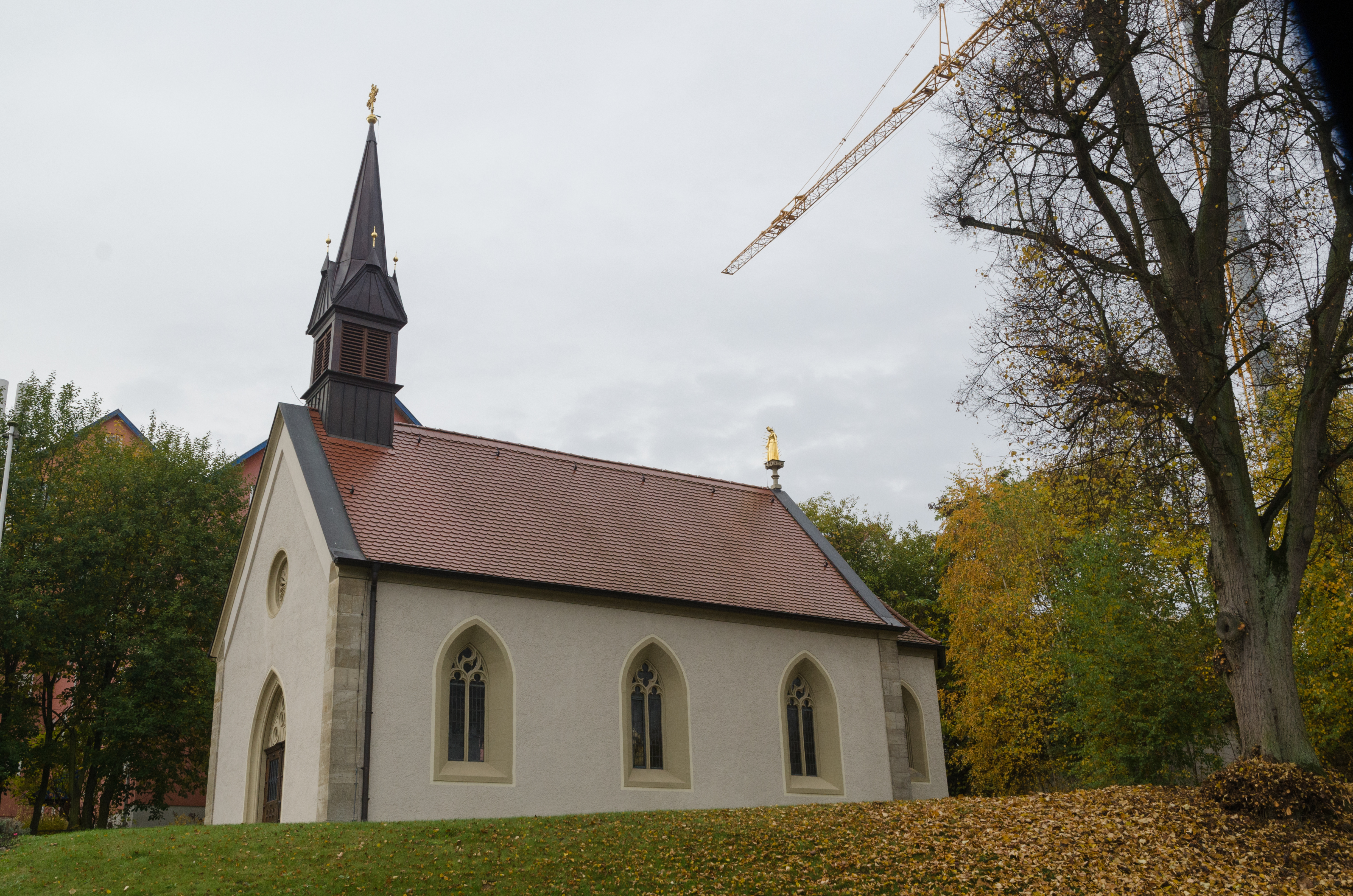
Die Marienkapelle

Die römisch-katholische Marienkapelle befindet sich an der Ecke Goethestraße/Gartenstraße in Bad Neustadt an der Saale, der Kreisstadt des unterfränkischen Landkreises Rhön-Grabfeld in Bayern.
Die Kirche gehört zu den Baudenkmälern von Bad Neustadt an der Saale und ist unter der Nummer D-6-73-114-31 in der Bayerischen Denkmalliste registriert.

## Geschichte
Die neugotische Kapelle entstand im Jahr 1899 nach Plänen des Bezirksbaumeisters Hans Popp auf der kleinen Anhöhe Mönchshauck.
Im Zentrum des Altarraums steht eine um 1800 entstandene Steinfigur der Pietà. Auf die Pietà sind die Malereien des Aschaffenburger Kunstmalers J. W. Rettinger zentriert. Sie zeigen an der Wand des Altarraums einen gemalten Teppich mit dem Christus- und Marienmonogramm sowie am Deckengewölbe sechs Engel mit den Arma Christi und wurden bei der Innenrenovierung im Jahr 2004 wieder freigelegt. Am Chorbogen befindet sich ein Schriftband mit den Worten „Salve Regina“. Über de Schriftband ist ein Herz-Jesu-Bild mit zwei Engeln zu sehen. Die Farben der Gewölberinge, rot und blau, können ebenso wie die zahlreichen Blumen- und Kräuterornamente über der Pietà ein Hinweis auf Maria sein. Die Fensterlaibung sind ausgefüllt mit wechselnden Schablonenmalereien. An den zehn Seitenwänden befinden sich zehn Heiligenfiguren aus dem Jahr 1900:
auf der einen Seite
- Antonius von Padua
- Franz von Assisi
- Bonifatius
- Kilian
- Jakobus der Ältere (im Jahr 2005 von Bildhauer Edgar Vorndran auf Anregung von Jakobsweg-Pilgern geschnitzt),

auf der anderen Seite
- ein Schutzengel
- Agnes
- Barbara von Nikomedien
- Monika von Tagaste und
- Mutter Anna.